# Волліська мова
Волліська мова або мова увеа (фака’увеа) — полінезійська мова, якою розмовляють на острові Волліс (або Увеа). Цю мову часто називають «східна увеа», щоб відрізняти її від «західної увеа», на якій розмовляють на острові Увеа з групи островів Луайоте (воллісці вважають, що цей острів був колонізований ними в стародавні часи).
Хоча вона класифікується лінгвістами як ядерно-полінезійською мовою, сильний вплив на неї мала тонганська мова, оскільки острів Волліс довгий час був частиною Тонганської імперії.

## Алфавіт
У мові всього 5 голосних: a, e, i, o, u, і їх подовжених варіантів: ā, ē, ī, ō, ū; і 11 приголосних: f, g (завжди читається як /ŋ/), h, k, l, m, n, s (зустрічається рідко, зазвичай для запозичених слів), t, v, '.
« '» Означає гортанну змичку, яка у волліській мові називається' 'fakamoga' '(дослівно - «належить горлу»). Факамога зараз вивчається в школах і позначається на письмі прямим, викривленим або зворотним апострофом. Це ж стосується позначення подовження голосних (на волліській:  fakaloa, «подовжити»). Хоча попереднє покоління ніколи на письмі не означало ні гортанні змички, ні подовження голосних.
Приклад вживання:  Mālō te ma'uli  (Привіт).
Автором першого воллісько-французько-англійського словника був перший місіонер островів Батальйон (проте словник був виданий тільки у 1932 році). Першими книгами цією мовою були  Tohi filifili'ia  (витяги з Біблії),  Tohi Lotu  (Релігійна книга) - автор обох батько Батальйон;
 Te seokalafia o Uvea  (географія островів Волліс) і  Te Katekisimo  (катехезис) - автор обох Понсе. Видавалися також збірники легенд і міфів островів Волліс, нариси з історії островів і ін .